# 李伟 (1956年)
李伟（1956年10月—），男，汉族，辽宁沈阳人，中华人民共和国政治人物，曾任中华人民共和国公安部党委委员、副部长，副总警监、武警少將 。